# Motorizovaný přezvědný oddíl
Motorizovaný přezvědný oddíl (MPO) byla jednotka určená k průzkumu, případně jako pohyblivá záloha v rámci rychlých divizí prvorepublikové československé armády. 
Byl tvořen velitelstvím, motocyklovou rotou (56 motocyklů) a rotou obrněných automobilů (12 vozidel).
Některé prameny uvádějí, že do MPO byla mimo motocyklové roty a roty obrněných automobilů zařazena též rota lehkých tanků.
U pěších divizí plnil stejnou roli smíšený přezvědný oddíl.